# The ReVe Festival: Day 1
| Recensione | Giudizio |
| ---------- | -------- |
| Exclaim!   | 7/10     |

The ReVe Festival: Day 1 è l'ottavo EP in lingua coreana (decimo complessivo) del gruppo musicale sudcoreano Red Velvet, pubblicato il 19 giugno 2019 dalla SM Entertainment e dalla iriver Inc.
L'EP venne annunciato il 4 giugno e divenne disponibile per il pre-ordine dello stesso giorno. L'EP presenta brano principale Zimzalabim, ed è il primo EP di una serie.

## Descrizione
L'EP è stato chiamato ReVe in quanto entrambi significa Red Velvet ed è la parola "reve", che significa sogno o fantasia in francese. È anche il nome di un "personaggio robotico" immaginario che era una mascotte per il loro secondo tour, Redmare, che appare anche nel loro materiale promozionale. Il singolo principale "Zimzalabim" è stato inoltre descritto come "avvincente electro pop con batteria ritmica e melodie cool".

## Promozione
L'EP venne annunciato attraverso i social media il 4 giugno 2019, con un'immagine promozionale di una moneta d'oro con i nomi dei membri della band, il titolo e la data su di essa. Il 10 giugno, il gruppo confermò il singolo principale "Zimzalabim" attraverso i loro social media.

## Tracce
1. Zimzalabim (짐살라빔?, JimsallabimLR) – 3:10 (testo: Lee Seu-ran – musica: Olof Lindskog, Daniel Caesar, Ludwig Lindell, Hayley Aitken)
2. Sunny Side Up! – 3:23 (testo: Jeon Gand – musica: Moonshine, Ellen Berg, Cazzi Opeia)
3. Milkshake – 3:30 (testo: Kim Bo-eun – musica: Moonshine, Cazzi Opeia, Boots a.k.a. Per Kristian Ottestad)
4. Bing Bing (친구가 아냐?, Chin-guga AnyaLR, lit. Not A Friend) – 3:22 (testo: Kim Soo-jin – musica: Will Simms, Ylva Dimberg, Neil Athale)
5. Parade (안녕, 여름?, Annyeong, YeoreumLR, lit. Hello, Summer) – 3:13 (testo: Seo Ji-eum – musica: Fredrik Häggstam, Johan Gustafsson, Sebastian Lundberg, Ylva Dimberg)
6. LP – 3:27 (testo: Seo Ji-eum – musica: Ryan S. Jhun, Hanif Hitmanic Sabzevari, Dennis DeKo Kordnejad, Pontus PJ Ljung, Anna Isbäck)

## Successo commerciale
Nella classifica giapponese delle vendite fisiche e digitali The ReVe Festival: Day 1 ha esordito al 20º posto con 2 719 esemplari.

## Classifiche

### Classifiche settimanali
| Classifica (2019) | Posizione massima |
| ----------------- | ----------------- |
| Corea del Sud     | 1                 |
| Giappone          | 20                |

### Classifiche di fine anno
| Classifica (2019) | Posizione |
| ----------------- | --------- |
| Corea del Sud     | 37        |